# Meret Wittje
Meret Wittje (Neumünster, Alemania; 10 de julio de 1999) es una futbolista alemana. Juega como defensa y su equipo actual es el VfL Wolfsburgo de la Bundesliga de Alemania.

## Clubes
| Club           | País     | Año             |
| -------------- | -------- | --------------- |
| VfL Wolfsburgo | Alemania | 2016 - presente |

## Títulos

### Bundesliga
| Título     | Club           | País     | Temporada   |
| ---------- | -------------- | -------- | ----------- |
| Bundesliga | VfL Wolfsburgo | Alemania | 2016 - 2017 |
| Bundesliga | VfL Wolfsburgo | Alemania | 2017 - 2018 |
| Bundesliga | VfL Wolfsburgo | Alemania | 2018 - 2019 |

### Copa de Alemania
| Título           | Club           | País     | Temporada   |
| ---------------- | -------------- | -------- | ----------- |
| Copa de Alemania | VfL Wolfsburgo | Alemania | 2016 - 2017 |
| Copa de Alemania | VfL Wolfsburgo | Alemania | 2017 - 2018 |
| Copa de Alemania | VfL Wolfsburgo | Alemania | 2018 - 2019 |